# Desa Ciakar (administrativ by i Indonesien, Jawa Barat, lat -7,20, long 108,35)
Desa Ciakar är en administrativ by i Indonesien.   Den ligger i provinsen Jawa Barat, i den västra delen av landet, 200 km sydost om huvudstaden Jakarta.